# Marcón (Lugo)
Marcón es una aldea española situada en la parroquia de Ferreirúa, del municipio de Puebla del Brollón, en la provincia de Lugo, Galicia.

## Geografía
Está situado a 480 metros de altitud, a los pies del monte Mioteira y cerca del cauce del río Picarrexo.

## Demografía
| Gráfica de evolución demográfica de Marcón entre 2000 y 2020 |
|                                                              |
| Datos según el nomenclátor publicado por el INE.             |

## Patrimonio
Destaca la Casa Grande de Marcón, construcción del siglo XV con fachada saneada en 1812.